# The Doors (음반)
| 전문가 평가                   | 전문가 평가 |
| 평가 점수                     | 평가 점수   |
| 출처                          | 점수        |
| ----------------------------- | ----------- |
| AllMusic                      | [ 1 ]       |
| Down Beat                     | [ 2 ]       |
| Encyclopedia of Popular Music | [ 3 ]       |
| The Great Rock Discography    | 9/10        |
| MusicHound Rock               | 4/5         |
| Q                             | [ 2 ]       |
| Rolling Stone                 | [ 6 ]       |
| The Rolling Stone Album Guide | [ 7 ]       |
| Slant Magazine                | [ 8 ]       |
| The Village Voice             | B–          |

《The Doors》는 1966년 캘리포니아주 할리우드의 선셋 사운드 레코드에서 녹음한 미국의 록 밴드 도어스의 데뷔 음반으로, 폴 A. 로스차일드에 의해 프로듀싱되어 1967년 1월 4일에 발매되었다. 이 음반에는 그들의 획기적인 싱글 〈Light My Fire〉와 오이디푸스의 구어 섹션이 수록된 장편 곡 〈The End〉가 수록되어 있다.
《The Doors》는 사이키델릭 록의 진행에 중심이었고, 비평가들에게 호평을 받았다. 2012년에는 《롤링 스톤》이 선정한 역사상 가장 위대한 음반 500장에서 42위에 올랐다.
오리지널 음반은 2천만 장이 팔렸고 그래미 명예의 전당에 헌액되었다. 〈Light My Fire〉는 또한 그래미 명예의 전당에 헌액되었다. 1999년 리메이크한 "96/24비트 고급 해상도", 2007년 리믹스 "40주년 새 믹스", 그리고 스테레오 및 모노 "50주년 기념 디럭스 에디션"에서 30년 초에 새롭게 리메이크된 2017년 신간 등, CD로 여러 차례 재발매되었다.
2015년 미국 의회도서관은 문화, 예술, 역사적 의미를 바탕으로 내셔널 레코딩 레지스트리 등재를 위해 《The Doors》를 선정했다.

## 배경
도어스의 최종 라인업은 레이 만자렉의 두 형제가 떠나고 로비 크리거가 합류한 후인 65년 중반에 형성되었다. 크리거는 밴드의 멤버로 초대되었을 때 6개월 동안만 일렉트릭 기타를 연주하고 있었다. 이 그룹은 또한 재즈에 열광하는 드러머 존 덴스모어와 카리스마 있고 후에 상징적인 가수 짐 모리슨을 보컬로 내세웠다. 이 밴드는 당초 6개월 계약으로 컬럼비아 레코드와 계약을 맺었으나 음반회사가 음반 프로듀서를 확보하지 못하자 발매에 동의했다. 레이블에서 발매된 후, 도어스는 잭 홀츠만에 의해 엘렉트라 레코드에 서명될 때까지 런던 포그와 위스키 어 고 고를 포함한 클럽 장소를 연주했다.

## 녹음
이 음반은 1966년 8월과 9월, 캘리포니아주 할리우드의 선셋 사운드 스튜디오에서 프로듀서 폴 A. 로스차일드와 오디오 엔지니어 브루스 보닉이 녹음한 것이다. 4트랙 테이프 기계는 주로 베이스와 드럼, 기타와 오르간, 그리고 3번에는 모리슨의 보컬 등 3개의 트랙을 사용하여 녹음했다. 네 번째 트랙은 오버더빙을 위해 사용되었다. 크리거와 세션 음악가 래리 넥틀은 만자렉의 펜더 로즈 키보드 베이스 소리에 약간의 "펀치"를 주기 위해 여러 곡으로 일렉트릭 베이스를 연주했다. 〈The End〉의 경우, 두 번의 테이크를 함께 편집하여 최종 녹음을 달성했다.

## 곡 목록
모든 곡들은 특별한 언급이 없는 한 짐 모리슨, 레이 만자렉, 로비 크리거 그리고 존 덴스모어에 의해 작사/작곡하였다.
| #  | 제목                                                           | 재생 시간 |
| -- | -------------------------------------------------------------- | --------- |
| 1. | 〈Break On Through (To the Other Side)〉                       | 2:29      |
| 2. | 〈Soul Kitchen〉                                               | 3:35      |
| 3. | 〈The Crystal Ship〉                                           | 2:34      |
| 4. | 〈Twentieth Century Fox〉                                      | 2:33      |
| 5. | 〈Alabama Song (Whisky Bar) (베르톨트 브레히트, 쿠르트 바일)〉 | 3:20      |
| 6. | 〈Light My Fire〉                                              | 7:06      |

| #  | 제목                          | 재생 시간 |
| -- | ----------------------------- | --------- |
| 1. | 〈Back Door Man (윌리 딕슨)〉 | 3:34      |
| 2. | 〈I Looked at You〉           | 2:22      |
| 3. | 〈End of the Night〉          | 2:52      |
| 4. | 〈Take It as It Comes〉       | 2:23      |
| 5. | 〈The End〉                   | 11:41     |

## 인증
| 국가                                                  | 인증        | 판매량/출하량 |
| ----------------------------------------------------- | ----------- | ------------- |
| 아르헨티나 (CAPIF)                                    | 골드        | 30,000^       |
| 오스트리아 (IFPI 오스트리아)                          | 골드        | 25,000*       |
| 캐나다 (뮤직 캐나다)                                  | 4× 플래티넘 | 400,000^      |
| 프랑스 (SNEP)                                         | 3× 플래티넘 | 900,000*      |
| 독일 (BVMI)                                           | 플래티넘    | 500,000^      |
| 이탈리아 (FIMI)                                       | 골드        | 25,000*       |
| 스페인 (PROMUSICAE)                                   | 골드        | 50,000^       |
| 스웨덴 (GLF)                                          | 골드        | 50,000^       |
| 스위스 (IFPI 스위스)                                  | 플래티넘    | 50,000^       |
| 영국 (BPI)                                            | 2× 플래티넘 | 600,000^      |
| 미국 (RIAA)                                           | 4× 플래티넘 | 4,000,000^    |
| *판매량을 기반으로 한 인증 ^출하량을 기반으로 한 인증 |             |               |